# 1575 aux échecs
| Années des échecs : 1572 - 1573 - 1574 - 1575 - 1576 - 1577 - 1578    |
| Décennies des échecs : 1540 - 1550 - 1560 - 1570 - 1580 - 1590 - 1600 |

Cet article présente les faits marquants de l'année 1575 aux échecs.

## Événements majeurs
- Le roi Philippe II organise à Madrid un premier tournoi d'échecs, regroupant deux joueurs espagnols (les prêtres Ruy López et Alfonso Cerón) et deux joueurs italiens (Leonardo da Cutri et Paolo Boï). Les deux Italiens terminent aux deux premières places, battant notamment Ruy Lopez, prétendant au titre. Ce tournoi, international avant la date, marque la fin de la domination espagnole sur le jeu d'échecs et le début de la domination italienne.